# بوپوموفو
ژویین (Zhuyin از چینی: 注音)، یا نمادهای آوانگاری ماندارین، همچنین با نام مستعار بوپوموفو (Bopomofo)، یک سیستم نویسه‌گردانی چینی برای چینی ماندارین و دیگر زبان‌ها و گویش مرتبط است که معمولاً امروزه برای ماندارین تایوانی استفاده می‌شود. این روش، همچنین برای رونویسی دیگر گونه‌های چینی، به ویژه انواع دیگر چینی استاندارد و گویش‌های مرتبط ماندارین و همچنین هاوکین تایوانی استفاده می‌شود.
Zhuyin Fuhao و ژویین اصطلاحات سنتی هستند، در حالی که بوپوموفو اصطلاح محاوره‌ای است که توسط ISO و Unicode نیز استفاده می‌شود. بوپوموفو متشکل از ۳۷ نویسه و چهار نواخت است و تمام صداهای ممکن را به زبان ماندارین رونویسی می‌کند. ژویین در دهه ۱۹۱۰ توسط دولت جمهوری‌خواه در چین معرفی شد و در کنار سیستم وید جایلز که از الفبای لاتین اصلاح شده استفاده می‌کرد، استفاده شد. در سال ۱۹۵۸ پین‌یین توسط دولت جمهوری خلق چین و در سال ۱۹۸۲ توسط سازمان بین‌المللی استاندارد جایگزین سیستم وید شد.
تایوان در سال ۲۰۰۹ پین‌یین سرزمین اصلی چین را به عنوان سیستم رسمی لاتین نویسی برای چینی ماندارین پذیرفت، که تا حد زیادی جایگزین en:Tongyong pinyin شد که فقط کمتر از یک دهه قبل از آن استفاده می‌شد. با این وجود، بوپوموفو همچنان یک سیستم نویسه نویسی اختیاری در تایوان است که در برخی از دیکشنری‌ها و اسناد دیگر مورد استفاده قرار می‌گیرد و همچنین به عنوان روش ورودی الکترونیکی برای چینی ماندارین در تایوان (ROC) در دسترس است.

## واژه‌شناسی
بوپوموفو نامی است که توسط ISO و یونی‌کد استفاده می‌شود. ژویین (注音) در لغت به معنای نت آوایی است. نام رسمی اصلی این سیستم Guóyīn Zìmǔ)國音字母) بود که بعداً به 註音字母؛ 注音符號 تغییر نام یافت. در اسناد رسمی، گاهی اوقات "بوپوموفو" "نمادهای آوایی ماندارین I به چینی (國語注音符號第一式) به اختصار MPS I به چینی(注音一式) نامیده می‌شود. این سیستم گاهی اوقاتChu-in یا نمادهای آوایی ماندارین نیز نامیده می‌شود. یک سیستم آوایی لاتین‌شده نیز در سال ۱۹۸۴ با نام en:Mandarin Phonetic Symbols II منتشر شد.
نام بوپوموفو از چهار حرف اول سیستم آمده‌است: ㄅ، ㄆ، ㄇ و ㄈ تشکیل شده. به همان روشی که کلمه " الفبا " از نام دو حرف اول حروف الفبا (آلفا و بتا) گرفته شده‌است، نام "بوپوموفو" از چهار هجا اول در ترتیب متعارف هجاهای موجود در چینی ماندارین ایجاد شده. چهار نویسه بوپوموفو (ㄅㄆㄇㄈ) که با این هجاها مطابقت دارند معمولاً در اولین لیست از این حروف قرار می‌گیرند. سایر توالی‌های چینی برای دنبال کردن سایر سیستم‌های آوایی از همین ترتیب استفاده می‌کنند.

## تاریخچه

### ریشه‌ها
کمیسیون وحدت تلفظ، به رهبری وو ژیهوی از سال ۱۹۱۲ تا ۱۹۱۳، سیستمی را ایجاد کرد به نام ژویین زیمو که براساس مختصر نویسی ژانگ بینگلین بود. این به عنوان خط آوایی رسمی برای حاشیه نویسی صداهای نویسه‌ها مطابق با سیستم تلفظ به نام " تلفظ ملی قدیمی " (Laoguoyin) استفاده شد. پیش نویس در ۱۱ ژوئیه ۱۹۱۳ توسط وزارت آموزش ملی جمهوری چین منتشر شد، اما تا ۲۳ نوامبر ۱۹۲۸ رسماً اعلام نشد. بعداً ابتدا به Guoyin Zimu و سپس در آوریل ۱۹۳۰ به Zhuyin Fuhao تغییر نام داد. آخرین تغییر نام این نگرانی بود که مبادا سیستم الفبایی به‌طور مستقل جایگزین حروف چینی شود.

### استفاده مدرن
بوپوموفو سیستم آوایی غالب در آموزش خواندن و نوشتن در دبستان در تایوان است. همچنین محبوب‌ترین راه برای ورود حروف چینی به رایانه‌ها و تلفن‌های هوشمند و جستجوی حروف در فرهنگ لغت است.
در مدرسه ابتدایی، به ویژه در سال‌های پایین، نویسه‌های چینی در کتاب‌های درسی اغلب با بوپوموفو به عنوان حروف یاقوتی یادداشت می‌شوند تا به عنوان کمک به یادگیری باشد. علاوه بر این، یک روزنامه کودک در تایوان، Mandarin Daily News، تمام مقالات را با حروف یاقوتی en:Ruby characterبوپوموفو شرح می‌دهد.
در تدریس زبان ماندارین، موسسات تایوان و برخی جوامع خارج از کشور چین مانند چینی‌های فیلیپینی از بوپوموفو استفاده می‌کنند.
بوپوموفو در همه نسخه‌های Xiandai Hanyu Cidian از چاپ ۱۹۶۰ تا نسخه ۲۰۱۶ تاکنون (چاپ هفتم) در جایگاه ثانویه نسبت به پین‌یین نشان داده شده‌است.

## منشأ نمادها

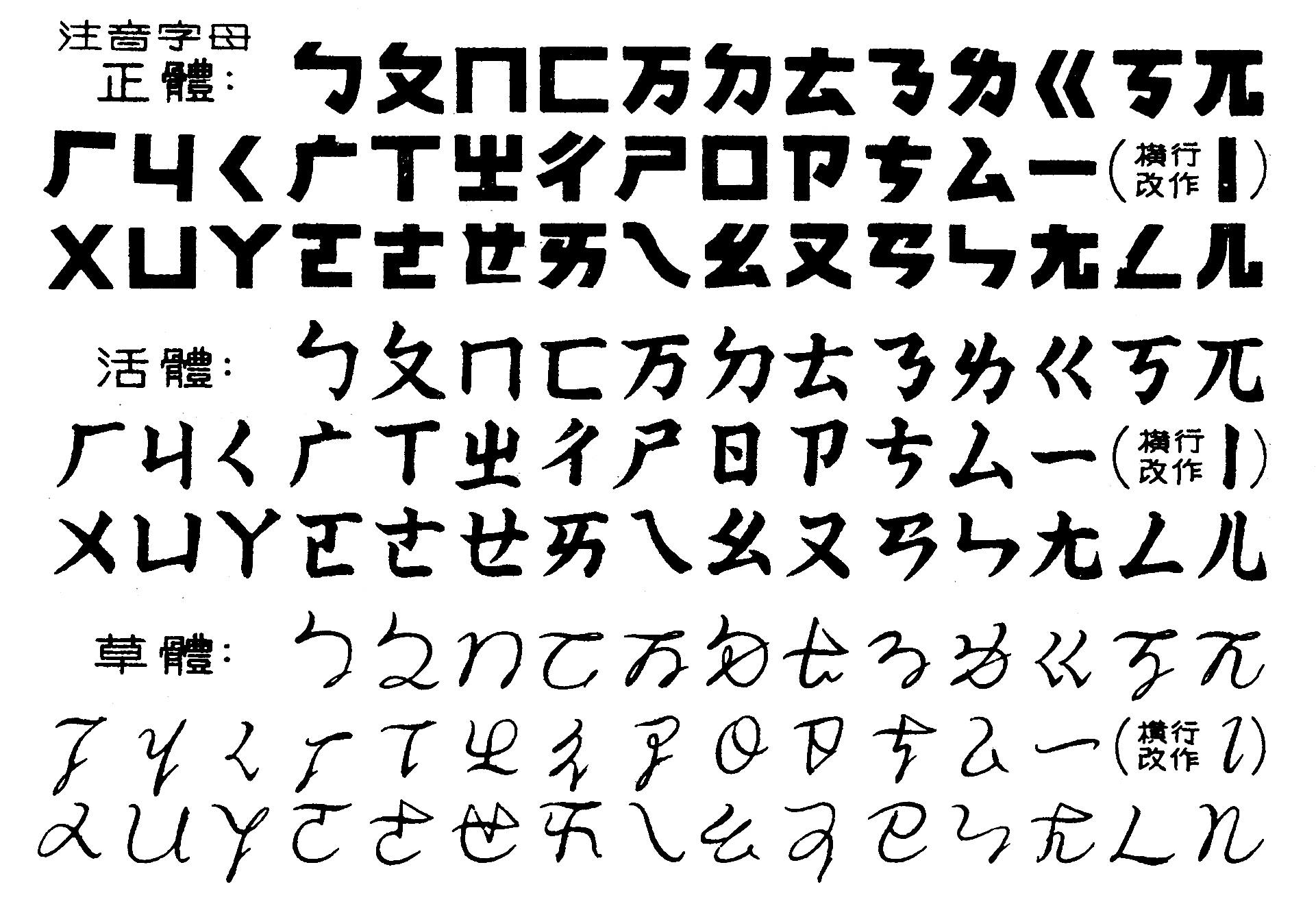
بوپوموفو در قالب‌های منظم، دست‌نویس منظم و مختصر

نمادهای بوپوموفو توسط ژانگ بینگلین خلق شده‌اند، که عمدتاً از فرم‌های "قاعده مند " حروف چینی باستان گرفته شده‌اند، که خوانش‌های مدرن آن شامل صدایی است که هر حرف نشان می‌دهد. صامت‌ها به ترتیب محل بیان، [از جلوی دهان به عقب] ذکر شده اند : 

(.t/./d/./f/./m/./p/./b/./n/./l/ etc/) 